# Ein Tag wie kein anderer
Ein Tag wie kein anderer war eine Quizsendung, die am 1. März 1983 als Radioquiz bei Radio Luxemburg begann. Jede Sendung hatte ein Reiseziel zum Thema. Die Radioversion des Reisequizes moderierte primär Jochen Pützenbacher – ersatzweise auch Rainer Holbe neben anderen RTL-Moderatoren. Parallel zum Start des RTL-plus-Fernsehens 1984 startete auch die Fernsehversion des Reisequizes, deren Erfolg maßgeblich Rainer Noël als Ideengeber und verantwortlich zeichnendem Producer zuzuschreiben ist. Unter seiner Leitung wurden zehn Jahre lang 426 Folgen ausgestrahlt – die ersten 201 Folgen bis Anfang 1987 moderierte Thomas Wilsch, bis Ende 1987 Werner Schulze-Erdel, im Wechsel mit Marie Therese Gwerder, bis Ende 1988 Jochen Pützenbacher, ab 1989 Björn-Hergen Schimpf im Wechsel mit Susanne Kronzucker und ab 1993 noch einige Sendungen Ulli Potofski. Mit seinen annähernd fünf Millionen Zuschauern war Ein Tag wie kein anderer ein Quotenhit für den Fernsehsender RTL. Die Sendung wurde sowohl mit der Goldenen Kamera als auch vom Fernsehlexikon als erfolgreichstes Reisequiz im deutschen Fernsehen ausgezeichnet. Die Titelmusik, von Anfang 1984 bis Ende 1988, war der Filmsong L'as des as (Finale), vom Film L'as des as, komponiert vom Filmkomponist Vladimir Cosma. Ab 1989 war das Lied Dreamer der britischen Band Supertramp, interpretiert vom Vienna Symphonic Orchestra Project, der Titelsong der Sendung.